# Frederick C. Armstrong
Frederick Carr Armstrong (ur. 13 czerwca 1895 w Toronto, zm. 25 marca 1918 zabity w akcji na południe od Ervillers) – kanadyjski pilot lotnictwa morskiego, as myśliwski I wojny światowej. 

## Życiorys
Syn Freda i Emily (Owen) Armstrong, w latach 1909-1912 ukończył Upper Canada College. Po wstąpieniu w 1915 do Royal Naval Air Service, jako pilot podporucznik otrzymał 3 kwietnia 1916 certyfikat (Royal Aero Club Aviator's Certificate) nr 2675 na dwupłatowcu Maurice Farman w Royal Naval Air Station, Chingford. Został wysłany do Naval 3 pod Dunkierką w lutym 1917. 
W walkach powietrznych odniósł 13 zwycięstw.
Zginął w akcji, kiedy jego płonący Sopwith Camel spadł w pobliżu Ervillers.
Pojawia się jako Fred Carr Armstrong w większości źródeł .

## Odznaczenia[1]
- Distinguished Service Cross (Wielka Brytania)
- Krzyż Wojenny (Francja)